# سرشمع

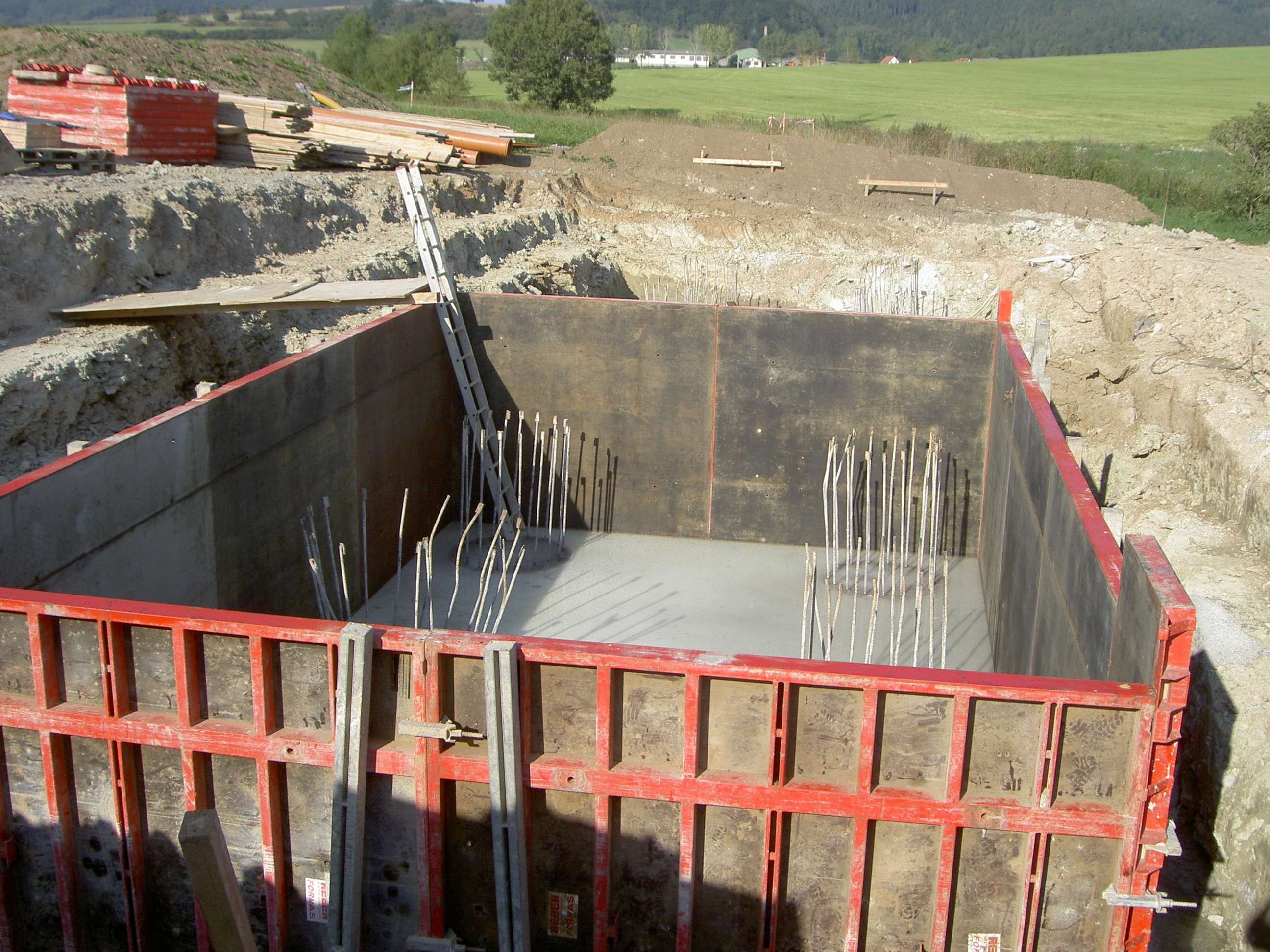
قالب (شاتر) برای یک سر شمع

سرشمع، یک دال بتونی ضخیم است که بر روی شمع‌های بتونی یا چوبی که به داخل زمین سست یا ناپایدار رانده شده‌اند قرار دارد تا بتواند یک شالوده پایدار مناسب را فراهم کند. سرشمع معمولاً بخشی از شالوده و اساس یک ساختمان را تشکیل می‌دهد، به‌طور معمول یک ساختمان چندین طبقه، سازه یا شالوده تکیه گاهی ماشین آلات و تجهیزات سنگین. سرشمع بتنی ریخته شده، عامل انتقال وتوزیع بار ساختمان به شمع‌ها می‌باشد. یک سازه مشابه به سرشمع یک «شالوده گسترده» است، که یک شالوده بتنی است که به‌طور مستقیم بر روی خاک نرم قرار گرفته و ممکن است در معرض فرونشست باشد.

## اجرا
سرشمع از بتن ساخته شده‌است که شامل مصالح سنگی و سیمان است. این مخلوط باید توسط یک قالب نگهداری شود تا در هنگام گیرش، از شره کردن و شکست آن جلوگیری شود. این فرایند به عنوان قالب بندی و آرماتوربندی شناخته می‌شود. مصالح مورد استفاده میلگردهای فولادی بلند با برآمدگی‌های طولی هستند که توسط سیم‌های نازک‌تر گره خورده در موقعیت خود، ما بین شمع‌ها نگهداشته شده‌اند. پس از گذاشتن این لایه میلگردهای فولادی در داخل سرشمع، قالب‌هایی از چوب در اطراف محیط سر شمع نصب می‌شود تا مخلوط بتن تازه را در خود جای دهد. پس از ریختن بتن، (معمولاً توسط یک سری ویبراتورهای کوچک)، بتن هم زده می‌شود تا حباب هوا را که پس از گیرش بتن می‌تواند سازه را، تضعیف کند، از بین می‌برد. بتن در هنگام سخت شدن دچار تغییر شیمیایی می‌شود و این فرایند گرمای زیادی ایجاد می‌کند. گاهی اوقات، اگر حجم بتن بسیار بزرگ است، لوله‌های حمل مایع خنک‌کننده در داخل حجم بتن، برای جلوگیری از ترک خوردگی بتن در فرایند گیرش بتن، استفاده می‌شود.